# Dizartria
A dizartria (görög-latin) a beszédmozgások koordinációs kivitelezésének, a kiejtésnek a zavara. Hátterében különböző agyi sérülések, vagy egyes agyidegek sérülései állhatnak. Ezek a háromosztatú ideg (lat. nervus trigeminus), az arcideg (lat. nervus facialis), a nyelv-garat ideg (lat. nervus glosspharyngeus), a bolygóideg (lat. nervus vagus) és a nyelv alatti ideg (lat. nervus hypoglossus).
A dizartria tüneteit a sérülés helye és kiterjedése határozza meg, amely együttesen megmutatkozik a légzés eltérésében, a hangadás és a kiejtés érthetetlenségig fokozódó torzulásában, illetve a beszéd zenei elemeinek változásában. A sérülés helyének függvényében a beszéd lehet szaggatott, fújtató, szabálytalan ritmusú, elkent vagy monoton.
A beteg a szótagokat és betűket nem tudja rendes szavakká összefűzni. A dizartriában szenvedők többnyire az egyes betűket vagy szótagokat helyesen ejtik ki, de a szavakból nem tudnak értelmes mondatokat alkotni, ezért ezt a betegséget szótagbotlásnak is szokták nevezni. Az ilyen beteg pl. „Peking” helyett „Keping”-et mond. Legtöbbjük normálisan tud írni és olvasni, mivel rendszerint a beszédképzés és -értés nem érintett az afázia egyes formáitól eltérően.
Kezelése orvos, gyógypedagógus és gyógytornász együttes munkája során eredményes lehet.
A dizartria súlyos formája az anartria. Anartriában a hangadás és az artikuláció összhangja megbomlik, a beszéd teljesen érthetetlen, vagy az érintett egyáltalán nem képes beszédhangokat képezni (némaság). A beszéd zenei elemei szintén sérülnek. A lélegzés szabályozása sérül, a nyelés nehezített. A beszélőszervek, különösen az ajkak és a nyelv mozgása zavart szenved.
Az anartriát a domináns agyfélteke mozgatókérgének sérülése, vagy a hozzá kapcsolódó idegpályákban esett károsodás, vagy az agytörzs bolygóideghez, nyelv-garat ideghez, avagy a nyelv alatti ideghez tartozó magjának sérülése okozhatja.

## Lásd még
- Afázia
- Dadogás
- Hadarás
- Pöszeség